# 1063 Aquilegia
1063 Aquilegia är en asteroid i huvudbältet som upptäcktes den 6 december 1925 av den tyske astronomen Karl Wilhelm Reinmuth. Dess preliminära beteckning var 1925 XA. Den namngavs sedan efter växtsläktet akleja i familjen ranunkelväxter. 
Aquilegias senaste periheliepassage skedde den 28 april 2022. Beräkningar tyder på att asteroiden har en rotationstid på 5,792 timmar.